# Данхэм, Курт
Курт Данхэм (англ. Kurt Dunham, род. 6 декабря 1991 года, Берни, Тасмания) — австралийский профессиональный игрок в снукер.

## Карьера
Курт Данхэм стал профессионалом в 2016 году, после его номинирования от Федерации Океании на сезон 2016/2017. Побеждает в двух дебютных матчах сезона, выступая против Алекса Борга и Кристофера Kигона на Пол Хантер Класcик и Чемпионате Северной Ирландии соответственно.